# اریکا مک کال
اریکا مک کال (انگلیسی: Erica McCall؛ زادهٔ ۲۱ اوت ۱۹۹۵) بازیکن بسکتبال اهل ایالات متحده آمریکا است.
وی در مسابقات کشوری و بین‌المللی در مجموع برندهٔ ۴ مدال طلا شده‌است.